# Nicolas Bertin
Pour les articles homonymes, voir Nicolas Bertin (1667-1736) et Bertin.
Nicolas Bertin, né le 26 juillet 1752 à Ambrief (Aisne), mort le 1er mai 1816 à La Ferté-Milon (Aisne), est un général de brigade de la Révolution française.

## Biographie
Il s'engage dans la cavalerie en 1770 et parvient au grade de maréchal des logis. Congédié en 1790, il se réengage en 1792 et devient très vite officier. En 1793, il est promu capitaine puis chef d'escadron et est employé comme commandant temporaire de la place de Saint-Omer.
Nommé général de brigade le 2 octobre 1793, il sert successivement aux armées du Nord, des Alpes et d'Italie. Blessé au siège de Mantoue en 1796, il est réformé en 1797. Rappelé quelques mois en activité comme inspecteur des chevaux de remonte de juillet 1799 à janvier 1801, il est admis à la retraite le 21 février 1801 et meurt le 1er mai 1816, à La Ferté-Milon (Aisne).